# Metropolia Jos
Metropolia Jos – jedna z 9 metropolii kościoła rzymskokatolickiego w Nigerii. Została ustanowiona 26 marca 1994.

## Diecezje
- Archidiecezja Jos
  - Diecezja Bauchi
  - Diecezja Jalingo
  - Diecezja Maiduguri
  - Diecezja Pankshin
  - Diecezja Shendam
  - Diecezja Yola

## Metropolici
- Sługa Boży Gabriel Gonsum Ganaka (1994-1999)
- Ignatius Kaigama (2000-2019)
- Matthew Ishaya Audu (od 2020)